# Dejr Channa
Dejr Channa (hebr.: דייר חנא, arab. دير حنا; oficjalna pisownia w ang. Deir Hanna) – samorząd lokalny położony w Dystrykcie Północnym, w Izraelu.

## Położenie
Miasteczko jest położone na niskim grzbiecie o wysokości 264 metrów n.p.m. na południowo-wschodnim skraju Doliny Bikat Sachnin, w Dolnej Galilei. Ze wzniesienia spływa w kierunku zachodnim potok Hilazon, natomiast po stronie wschodniej znajduje się dolina potoku Calmon. Miasteczko leży około 20 kilometrów na północny wschód od miasta Nazaret.
W jego otoczeniu znajdują się miasteczka Arraba, Sachnin, Maghar i Ajlabun, kibuce Lotem i Jachad, moszaw Tefachot, wioski komunalne Massad i Hararit, oraz arabskie wioski Hamdon i Sallama.

## Demografia
Zgodnie z danymi Izraelskiego Centrum Danych Statystycznych w 2006 w osadzie żyło 8,6 tys. mieszkańców, w tym 89,6% Arabowie muzułmanie i 10,4% Arabowie chrześcijanie.
Populacja osady pod względem wieku (dane z 2006):
| Wiek (w latach) | Procent populacji w % |
| --------------- | --------------------- |
| 0-4             | 12,3%                 |
| 5-9             | 12,3%                 |
| 10-14           | 11,9%                 |
| 15-19           | 10,3%                 |
| 20-29           | 16,2%                 |
| 30-44           | 20,8%                 |
| 45-59           | 10,3%                 |
| ponad 60        | 6,0%                  |

Źródło danych: Central Bureau of Statistics.

## Historia

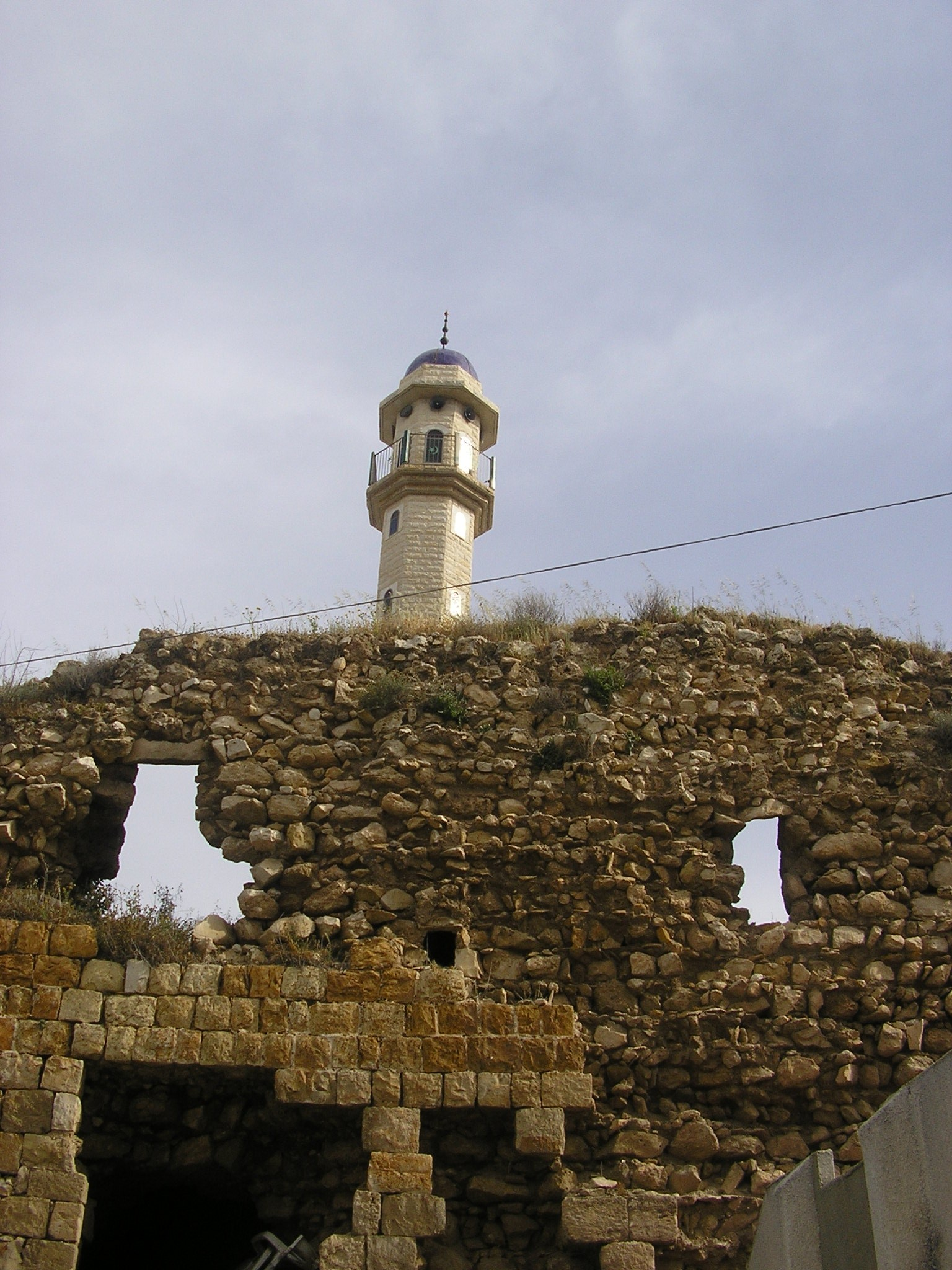
Ruiny zamku i meczet w Dejr Channa

W I wieku istniała w tym miejscu miejscowość Kfar Jochanna (hebr. כפר יוחנה), o której wspomina Talmud i Miszna. W późniejszych wiekach oryginalną ludność żydowską i chrześcijańską wyparli Arabowie. W XVIII wieku lokalny władca Daher el-Omara wybudował tutaj swój pałac.
W okresie panowania Brytyjczyków Dejr Channa była dużą wioską. Podczas Wojny domowej w Mandacie Palestyny w rejonie wioski stacjonowały siły Arabskiej Armii Wyzwoleńczej. Podczas I wojny izraelsko-arabskiej w październiku 1948 Izraelczycy przeprowadzili operację Hiram. W dniu 30 października Dejr Channa została zajęta przez izraelskich żołnierzy. W odróżnieniu od wielu arabskich wiosek w Galilei, nie została ona wysiedlona i zachowała swój pierwotny charakter.
W 1975 Dejr Channa otrzymała status samorządu lokalnego. Doszło wówczas do gwałtownych protestów ludności arabskiej, która sprzeciwiała się zmniejszeniu granic administracyjnych miejscowości. Arabowie twierdzili, że władze izraelskie oddzielały w ten sposób ziemię dla tworzenia nowych osiedli żydowskich. Podczas starć zginęło 7 Arabów. Podczas II wojny libańskiej w 2006 na miejscowość spadły rakiety wystrzeliwane przez Hezbollah z terytorium Libanu.

## Kultura i sport
W miejscowości jest dom kultury i biblioteka publiczna. Z obiektów sportowych jest boisko do piłki nożnej.

## Edukacja
W miejscowości są 2 szkoły podstawowe i 1 szkoła średnia, do których uczęszcza około 2 tys. uczniów. Średnia uczniów w klasie wynosi 31.

## Gospodarka
Zgodnie z danymi Izraelskiego Centrum Danych Statystycznych w 2007 przeciętne wynagrodzenie w Dejr Channa wynosiło 4186 NIS (średnia krajowa 6743 NIS).

## Komunikacja
Przez miasteczko przebiega droga nr 805, którą jadąc na zachód dojeżdża się do miejscowości Arraba i skrzyżowania z drogą nr 804, lub jadąc na wschód dojeżdża się do skrzyżowania z drogą nr 806.